# Antonio Porcelli
Antonio Porcelli(né en 1800 et mort en 1870) est un peintre italien du XIXe siècle.

## Biographie
Antonio Porcelli peint des paysages et des personnages dans des scènes de genre. Certains de ces tableaux ont été décrits comme des « thèmes historiques ou fantastiques » dont un intitulé Il nano misterioso nella spianata di Pietra Nerabasé sur l'histoire de W. Scott, Pinacoteca Civica de Ravena. Il a été inscrit en 1838 dans la Congregazione dei Virtuosi al Pantheon. D'autres notes le décrivent comme un peintre de bambocciate

## Crédit d'auteurs
- (en) Cet article est partiellement ou en totalité issu de l’article de Wikipédia en anglais intitulé « Antonio Porcelli » (voir la liste des auteurs).